# 岸和田郵便局
岸和田郵便局（きしわだゆうびんきょく）は、大阪府岸和田市にある郵便局。民営化前の分類では集配普通郵便局であった。

## 概要
住所：〒596-8799 大阪府岸和田市沼町33-33

### 併設施設
- ゆうちょ銀行岸和田店（大阪支店岸和田出張所）：取扱店番号410930

## 沿革
- 1872年2月3日（明治4年12月25日） - 岸和田郵便取扱所として開設[1]。
- 1875年（明治8年）1月1日 - 岸和田郵便局（五等）となる。同年、為替取扱を開始[1]。
- 1878年（明治11年） - 貯金取扱を開始[1]。
- 1888年（明治21年）12月1日 - 岸和田郵便電信局となる[1]。
- 1903年（明治36年）4月1日 - 通信官署官制の施行に伴い岸和田郵便局となる[1]。
- 1958年（昭和33年）10月26日 - 電話通話および和文電報受付事務の取扱を開始[2]。
- 1964年（昭和39年）6月1日 - 岸和田市宮本町から同市沼町に移転。
- 1983年（昭和58年）2月 - 局舎落成。
- 1999年（平成11年） - 外国通貨の両替および旅行小切手の売買に関する業務取扱を開始。
- 2006年（平成18年）9月25日 - 内畑郵便局（〒596-0199→〒596-0105）から集配業務を移管[3]。
- 2007年（平成19年）10月1日 - 民営化に伴い、併設された郵便事業岸和田支店、ゆうちょ銀行岸和田店に一部業務を移管。
- 2012年（平成24年）10月1日 - 日本郵便株式会社発足に伴い、郵便事業岸和田支店を岸和田郵便局に統合。

## 取扱内容

### 岸和田郵便局
- 郵便、印紙、ゆうパック、内容証明
- 生命保険、バイク自賠責保険、自動車保険
- 「596-00xx」「596-01xx」「596-08xx」「596-09xx」区域（岸和田市の全域、貝塚市（清児新町＝せちごしんまち））の集配業務
- ゆうゆう窓口

### ゆうちょ銀行岸和田店
- 貯金、貸付、為替、振替、振込、国際送金、外貨両替、国債、投資信託、変額年金保険
- ATM

## 風景印
- 図案はだんじり・岸和田城・バラ。局名表記は「岸和田」
- 使用開始日は1995年（平成7年）8月15日

## 周辺
- 池田泉州銀行泉州営業部（『■』(旧：泉州銀行本店)）
- 岸和田カンカンベイサイドモール

## アクセス
- 南海本線 岸和田駅から徒歩約9分
- 南海ウイングバス 岸和田郵便局前停留所下車
- 阪神高速湾岸線 岸和田南出入口から東へ約2km
- 駐車場あり：19台